# 武廟十哲
武廟十哲（ぶびょうじってつ）は、唐朝以前の中国史を代表する十人の名将。760年に粛宗は太公望を武成王に封じ、武成王廟（武廟）を建立した。その際、古今の名将十人が唐代の史館により選ばれ、太公望と共に祀られた。782年には武廟六十四将が新たに選出され、十哲と合祀された。

## 十哲

### 姜斉
- 大司馬・司馬穰苴

### 呉
- 将軍・孫武

### 魏
- 西河守・呉起

### 燕
- 昌国君・楽毅

### 秦
- 武安君・白起

### 前漢
- 淮陰侯・韓信
- 太子少傅・張良

### 蜀漢
- 丞相・諸葛亮

### 唐
- 右僕射/尚書/衛国公・李靖
- 司空/英国公・李勣